# Оралов, Асхат Раздыкович
Оралов Асхат Раздыкович (род. 10 февраля 1990, Павлодарская область, Аксу, КазССР)— казахстанский государственный деятель. Исполнительный секретарь партии «AMANAT» в 2022—2023 годах, член Президентского молодёжного кадрового резерва (с 12.2019). Министр культуры и спорта Казахстана (январь — сентябрь 2023 года).

## Биография
Оралов Асхат Раздыкович родился в 1990 году в Павлодарской области. Закончил Евразийский национальный университет им. Гумилева и Московский государственный университет международных отношений МИД РФ.
В разные годы работал в Евразийском национальном университете им. Л. Гумилёва.
С 2014 по 2016 год — первый заместитель председателя филиала «Нұр» партии «Нұр Отан».
С 2016 по 2018 год — руководитель ГУ «Управление по вопросам молодёжной политики г. Астаны».
С 2018 по 2019 год — заместитель председателя Комитета по делам молодежи и семьи Министерства общественного развития РК.
С 2019 по 2020 год — заместитель акима Павлодарской области.
С 2020 по 2021 год — вице-министр информации и общественного развития РК.
С 2021 по 2022 год — заместитель акима города Нур-Султан.
Со 2 февраля 2022 года по 4 января 2023 года — исполнительный секретарь партии «AMANAT».
С 4 января по 1 сентября 2023 года — министр культуры и спорта Республики Казахстан.